# Tempesta a Belle-Île
Tempesta a Belle-Île (Tempête, côtes de Belle-Ile) è un dipinto del pittore francese Claude Monet, realizzato nel 1886 e conservato al Musée d'Orsay di Parigi.

## Descrizione
Colto da una fame insaziabile di stimoli pittorici nel 1886 Monet volle recarsi a Belle-Île, la più grande delle isole bretoni, un luogo semisconosciuto dove egli poteva confrontarsi titanicamente con una natura indomita e misteriosa. Ad affascinarlo erano soprattutto la costa ricca di sporgenze ed insenature e soprattutto la violenza dell'elemento acquatico: nulla, nell'atmosfera paesaggistica di Belle-Île, conservava la bellezza languida ed esuberante del paese ligure di Bordighera, dove si era recato appena due anni prima. Sempre attingendo dall'epistolario comprendiamo con quale tenacia espressiva Monet si rapportava ai paesaggi di Belle-Île:
(Claude Monet)

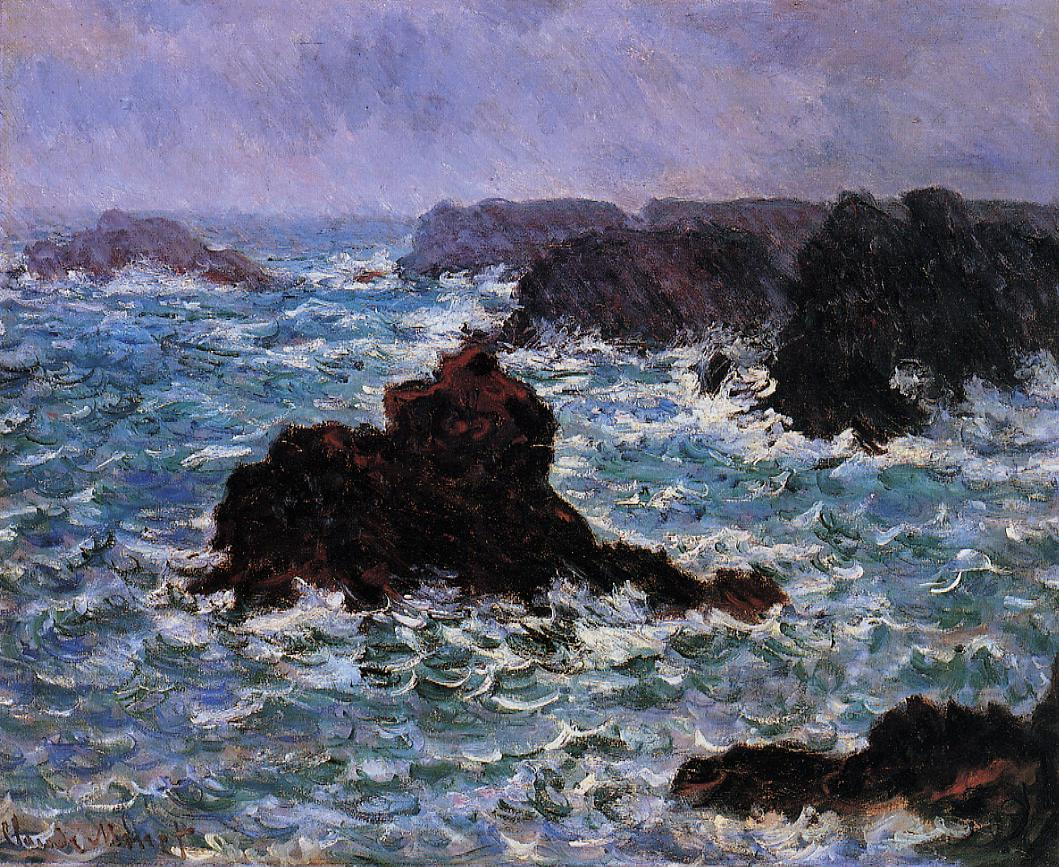
Claude Monet, Belle-Île, effetto pioggia (1886); olio su tela,
Bridgestone Museum of Art, Tokyo

In Tempesta a Belle-Île Monet raffigura le scogliere di Belle-Île, le cui formazioni clastiche friabili, scistose, sono violentemente schiaffeggiate dalle onde e a stento riescono a far emergere le loro sommità dalle acque inferocite. La vibrazione atmosferica del mare spumeggiante è ottenuta ricorrendo a bianchi ombreggiati da tonalità azzurre e rosa: le parti emergenti delle scogliere, invece, sono rese con pennellate finissime di marroni, rossi, blu che a una visione distanziata tendono a fondersi e a restituire un colore brunastro che evoca in maniera particolarmente suggestiva la porosità delle rocce normanne. L'incontro tra cielo e mare avviene infine a livello di un orizzonte molto alto, talmente labile che risulta quasi impossibile distinguere l'elemento celeste da quello acquatico.